# The Age of Fear
The Age of Fear è il nono studio album del gruppo Necrodeath.
È stato pubblicato il 26 maggio del 2011 dalla casa discografica Scarlet Records.
La raccolta contiene 15 tracce di cui 13 sono tratte dei precedenti album della band, e 2 sono brani inediti.

## Descrizione
L'ordine va dal più recente (la prima traccia Mater Tenebrarun registrata nel 2010) al più datato (la traccia 12 At the mountains of madness registrata nel 1985).
La traccia 12 è una versione dal vivo del brano The Theory.
La traccia 14 è una rivisitazione del brano Queen of Desire. È stata appositamente composta per la raccolta e registrata presso il Quake sound studio da Pier Gonella. Ospiti nel brano sono il tastierista Botys Beezard al pianoforte, e la cantante Giorgia Gueglio (Mastercastle).
L'ultima traccia, Black Magic, è una cover del gruppo Slayer.

## Tracce
1. Mater Tenebrarum (2010) – 3:32
2. Awakening of Dawn – 6:34
3. I.N.R.I. – 4:56
4. Smell of Blood – 4:22
5. Master of Morphine – 3:24
6. Forever Slave – 3:24
7. Queen of Desire – 3:42
8. Burn and Deny – 2:57
9. Hate and Scorn – 3:18
10. Flame of Malignance – 3:01
11. Eucharistical Sacrifice – 4:34
12. At the Mountains of Madness – 4:30
13. The Theory (live) – 4:59
14. Queen of desire (Onyric version) – 4:57
15. Black Magic (Slayer cover) – 3:10

## Formazione
- Flegias - voce
- Pier Gonella - chitarra
- Peso - batteria
- GL - basso

### Special Guest
- Botys Beezart, pianoforte e tastiere nella traccia 14
- Giorgia Gueglio (Mastercastle), voce nella traccia 14